# Anna Aloys Henga
Anna Henga est une avocate tanzanienne et une militante pour les droits de l'homme et, plus particulièrement, ceux des femmes et des enfants. Elle est également la directrice exécutive du Legal and Human Rights Centre (LHRC). Elle lutte également contre les mutilations génitales féminines, défend les droits des femmes dans les communautés massaïs et a encouragé les  femmes à se présenter aux élections générales de 2015, dans son pays. Elle reçoit, le 7 mars 2019, le prix international de la femme de courage, remis par Melania Trump, première dame des États-Unis et Mike Pompeo, secrétaire d'État des États-Unis.